# Martina Maxi Schmidt
Martina Maxi Schmidt (* 1988 in Brandenburg an der Havel) ist eine deutsche Politikerin (SPD) und seit 2024 Landtagsabgeordnete in Brandenburg.

## Leben
Schmidt ist Verkehrsbetriebswirtin und studierte nach der Geburt ihres Kindes an der Hochschule für Wirtschaft und Recht  International Business and Consulting. 
Bei der Landtagswahl 2024 kandidierte Schmidt im Landtagswahlkreis Barnim II und zog über die Landesliste in den Landtag ein.